# Gouda (West-Kaap)
Gouda is een dorp in de Zuid-Afrikaanse provincie West-Kaap. Gouda behoort tot de gemeente Drakenstein dat onderdeel van het district Kaapse Wynland is.
Het dorp is de westelijke ingang van de Nuwekloofpas tussen Wellington en Tulbagh. De Vogelvaleidam ligt op 6 kilometer ten zuiden van Gouda.

## Etymologie
De naam is een woord uit de taal Khoikhoi dat bok/geit- of honingvallei betekent. 